# Кауделла, Эдуард
Эдуард Кауделла (рум. Eduard Caudella ; 3 июня 1841, Яссы, Молдавское княжество — 15 апреля 1924, Яссы, Королевство Румыния) — румынский и молдавский композитор, дирижёр, скрипач, пианист и музыкальный педагог. Автор первой румынской народно-героической оперы «Петру Рареш», посвящённой драматическом жизни господаря Молдовы XVI века — Петра IV Рареша. Один из основоположников румынской композиторской школы.

## Биография
Эдуард Кауделла родился в Яссах, где его отец, виолончелист Франц Серафим Кауделла (1812—1868) был директором консерватории. Первоначальное музыкальное образование получил у отца в Яссах, позже продолжил учёбу в Берлине и Франкфурте-на-Майне (1853—1857) у Анри Вьётана и Париже, где изучал игру на скрипке в Парижской консерватории у Жана Дельфена Аляра, Ламбера Жозефа Массара.
Гастролировал как скрипач-виртуоз в странах Европы. В 1861—1864 годах был скрипачом при дворе господаря Александру Иоана Кузы.
В 1861 году стал преподавателем игры на скрипке при консерватории в Яссах, в 1892—1901 годах был её директором.
Похоронен на кладбище «Eternitatea» в Яссах.

## Творчество
Автор нескольких опер, симфонической, инструментальной и камерной музыки, оркестровых фантазий, скрипичных и фортепианных пьес, водевилей, романсов и др.
Большой популярностью пользовалась его комическая опера «Олтянка» (1879), написанная совместно с Дж. Отрембой. Автор первой национальной оперы без разговорных диалогов «Петру Рареш» (1889), имевшей большой общественный резонанс. В своём творчестве опирался на молдавский (в основном лэутарский) городской фольклор. Ему принадлежат первые румынские скрипичные концерты.

## Избранные музыкальные сочинения
Оперы
- Harţă Răzeşul (1872)
- Olteanca (1880)
- Hatmanul Baltag (1884)
- Beizadea Epaminonda (1885)
- Fata răzeşului (1885)
- Petru Rareş (1889)

Другое
- Violin Concerto No. 1 (1915)
- Dochia, orchestral ballad
- Souvenirs of the Carpathians
- аллегорическая поэма (1907)
- Траян и Докия (лирическая легенда, 1917)
- для оркестра — (увертюра Молдова (1913)
- 5 фантазий,
- вальс
- для скрипки с оркестром: концерт (1913), концертино (1918)
- хоры, песни

Автор статей о музыке.